# Althenia filiformis
Althenia filiformis là một loài thực vật có hoa trong họ Potamogetonaceae. Loài này được F.Petit mô tả khoa học đầu tiên năm 1829.